# Максима Нидерландска
Максима Нидерландска (на нидерландски: Máxima, Koningin der Nederlanden, родена Максима Сорегиета Серути на испански: Máxima Zorreguieta Cerruti), е настоящата кралица-консорт на Нидерландия, в качеството си на съпруга на крал Вилем-Александър.
Максима е родена в Аржентина и е от испано-италиански произход. Нейният баща е министър на земеделието по времето на диктаторския режим през 1970-те години. Този факт събужда много полемики в Нидерландия заради възможността бъдещата кралица на страната да бъде свързвана с виновни за престъпления срещу човечеството. Нидерландският парламент поръчва разследване и се установява, че бащата на Максима не е замесен. Въпреки това семейството на булката решава да не присъства на сватбата.
Преди да се омъжи за Вилем-Александър, работи в областта на финансите и инвестициите в Европа и Ню Йорк.
Принцеса Максима става майка на 3 дъщери. Ангажирана е с различни дейности като популяризиране на курсовете по нидерландски език за новопристигнали емигранти, улесняване на културната им интеграция, както и с международни дейности, свързани с нейната предишна работа в областта на финансите. Представя страната на много конференции в десетки страни по света.